# Splinterpartij
Een splinterpartij (Vlaams: scheurlijst) is een politieke partij met een (zeer) kleine achterban. De invloed van dergelijke partijen op de landelijke politiek is daarmee gering, als zij überhaupt al aanwezig is.
Soms gaat het om een afsplitsing van een grotere politieke partij. De benaming wordt soms ook gebruikt om kleinere partijen in het parlement te onderscheiden van grotere. Dit type verhoudingen komt voor in stelsel met een lage kiesdrempel. Voorbeelden in de Nederlandse Tweede Kamer zijn de SGP, RPF, RKPN en de Partij voor de Dieren of eenmansfracties (bijvoorbeeld de Lijst Hilbrand Nawijn en de Groep Wilders). De Knesset, het parlement van Israël, staat ook bekend om de grote hoeveelheid splinterpartijen, en daarmee de ingewikkeldheid van het vormen van coalities.
Splinterpartijen kunnen soms samengaan tot een grotere partij, zoals in het geval van het Vlaams Blok, dat ontstond uit de splinterpartijen Vlaams Nationale Partij en Vlaamse Volkspartij.
Een splinterpartij kan uitgroeien tot serieuze oppositiepartij en al dan niet in een latere fase deelnemen aan een regering. De SP is in de jaren 70 als een maoïstische splinterpartij begonnen en na de eeuwwisseling tot een belangrijke oppositiepartij uitgegroeid. De ChristenUnie ontstond in 2000 uit een fusie tussen de kleine christelijke GPV en RPF. Ze maakte in de periode 2007-2010 deel uit van het kabinet-Balkenende IV.
Een gerelateerd begrip is splintergroepering.